# Den flyvende Kuffert
Den flyvende Kuffert (Nederlands: De vliegende koffer) is een darkride in het Deense attractiepark Tivoli Gardens. De darkride is geopend in 1993 en heeft in 2010 een grote renovatie ondergaan.
De darkride staat volledig in het teken van de sprookjes van Hans Christian Andersen. Dat begint al bij de naam van de attractie die verwijst naar een van zijn sprookjes. Ook het transportsysteem, omnimover, is naar dit sprookje gedecoreerd. Alle voertuigen zijn vormgegeven als grote koffers waarin plaats is voor twee personen. Tijdens de rit komen bezoekers langs 32 scènes waarin sprookjes van H.C. Andersen uitgebeeld worden. In de laatste scène is een animatronic van Andersen aan zijn schrijftafel. Op de muur staat de tekst: 'het mooiste sprookje is het leven' in zowel Deens als Engels.
In de voertuigen bevinden zich meerdere luidsprekers waarin tijdens de gehele rit de sprookjes verteld worden die langskomen. Bezoekers kunnen door middel van een paneel in het voertuig de gewenste taal kiezen: Deens of Engels.

## Afbeeldingen

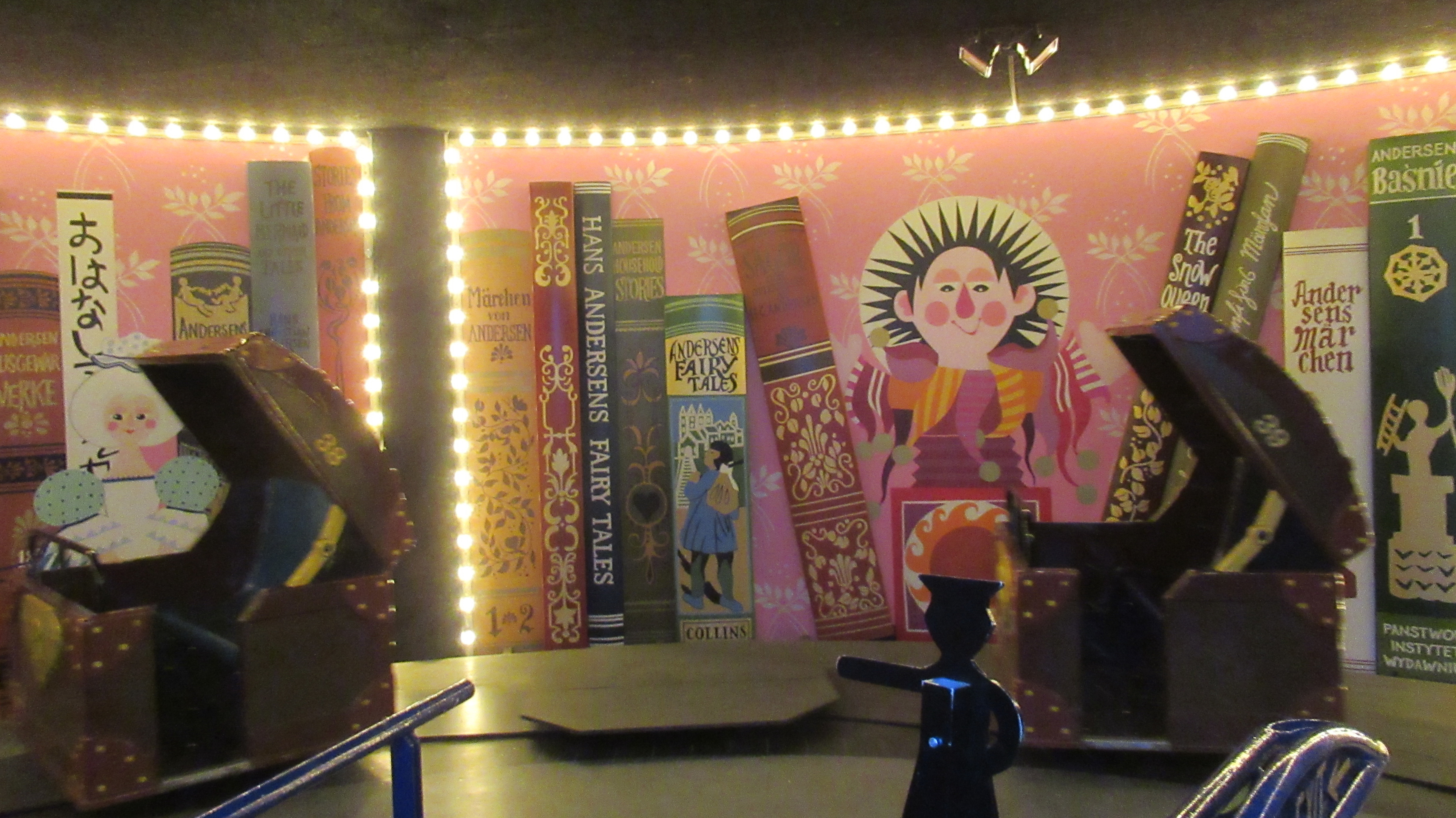
De voertuigen in het station.
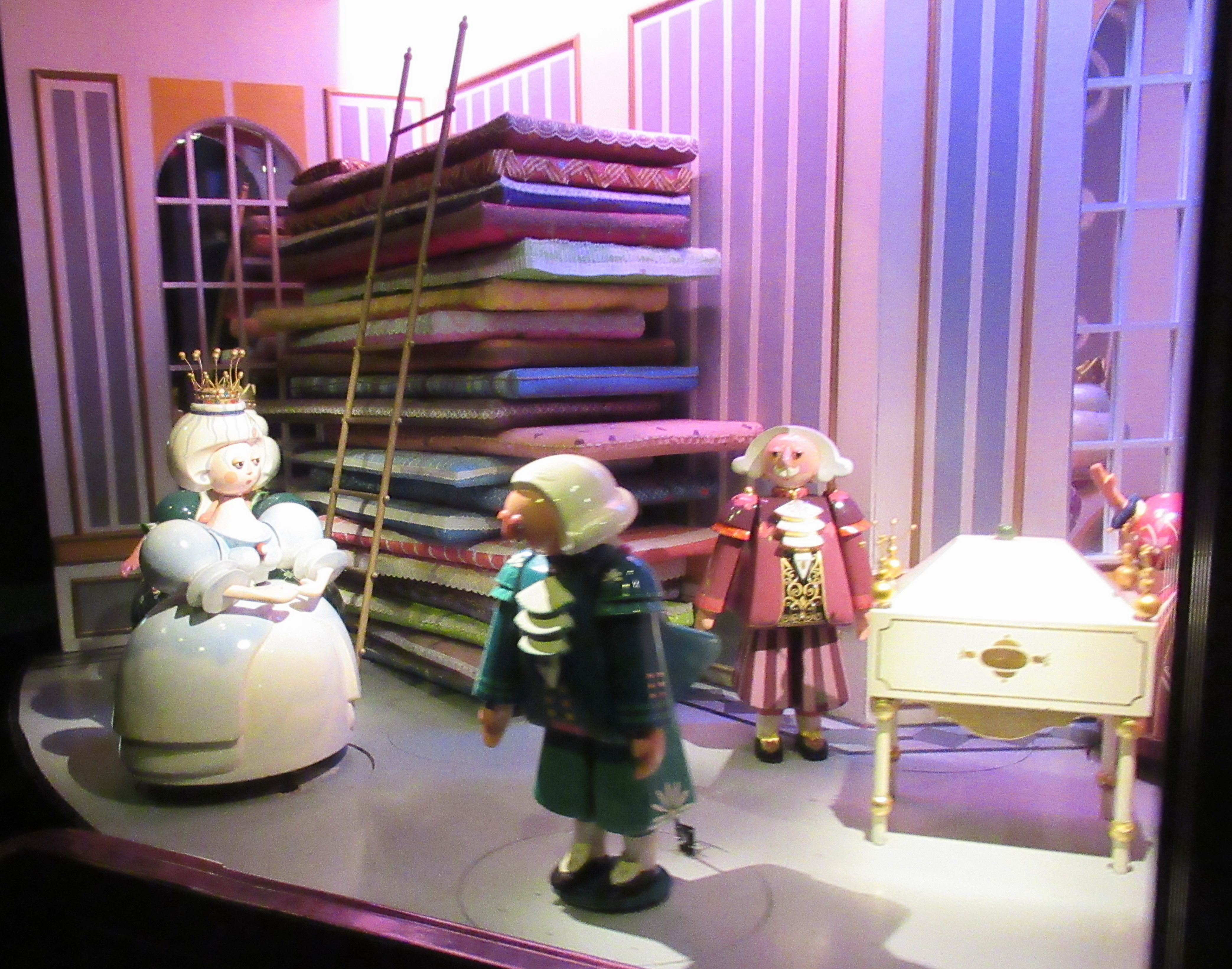
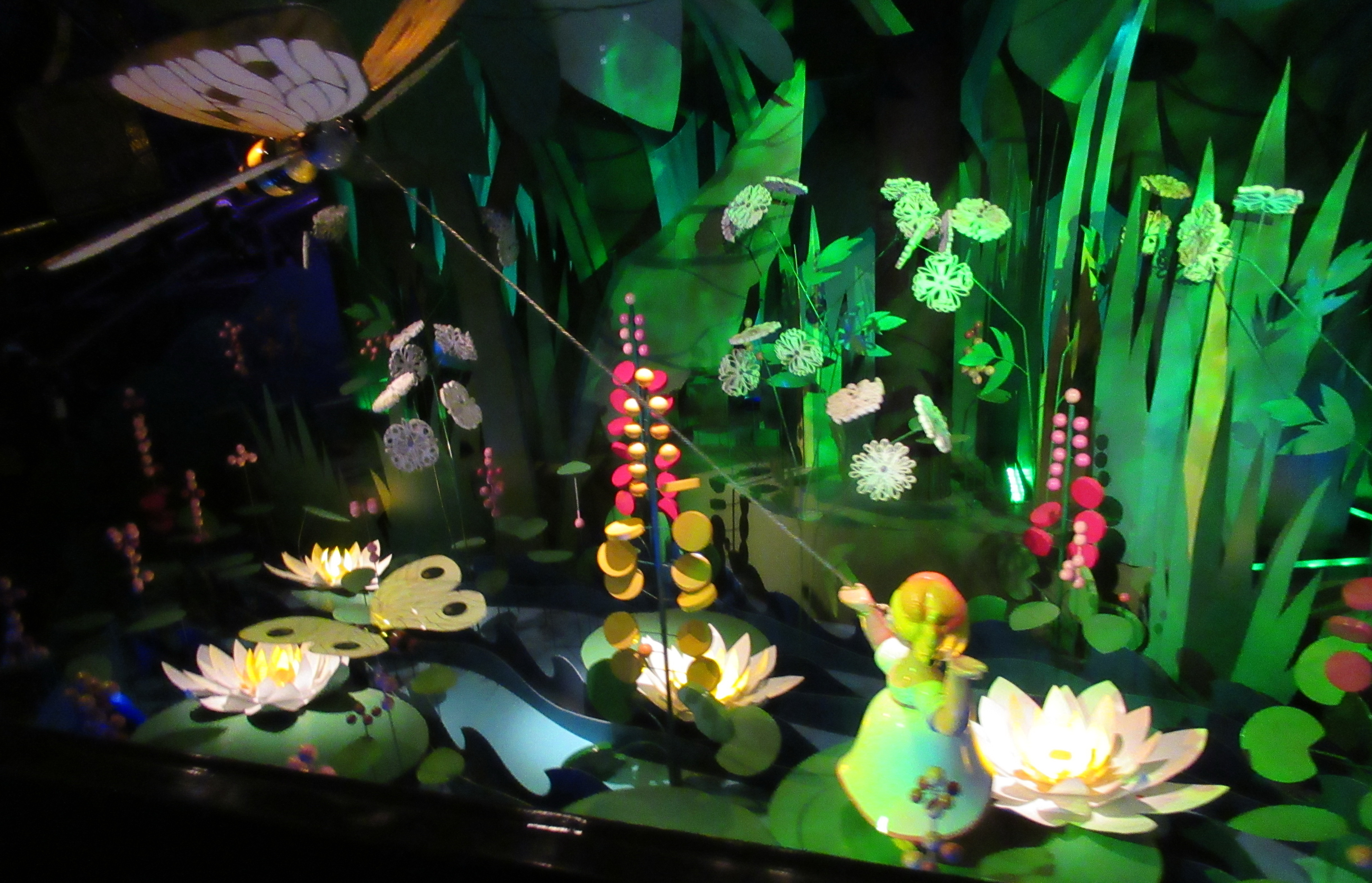
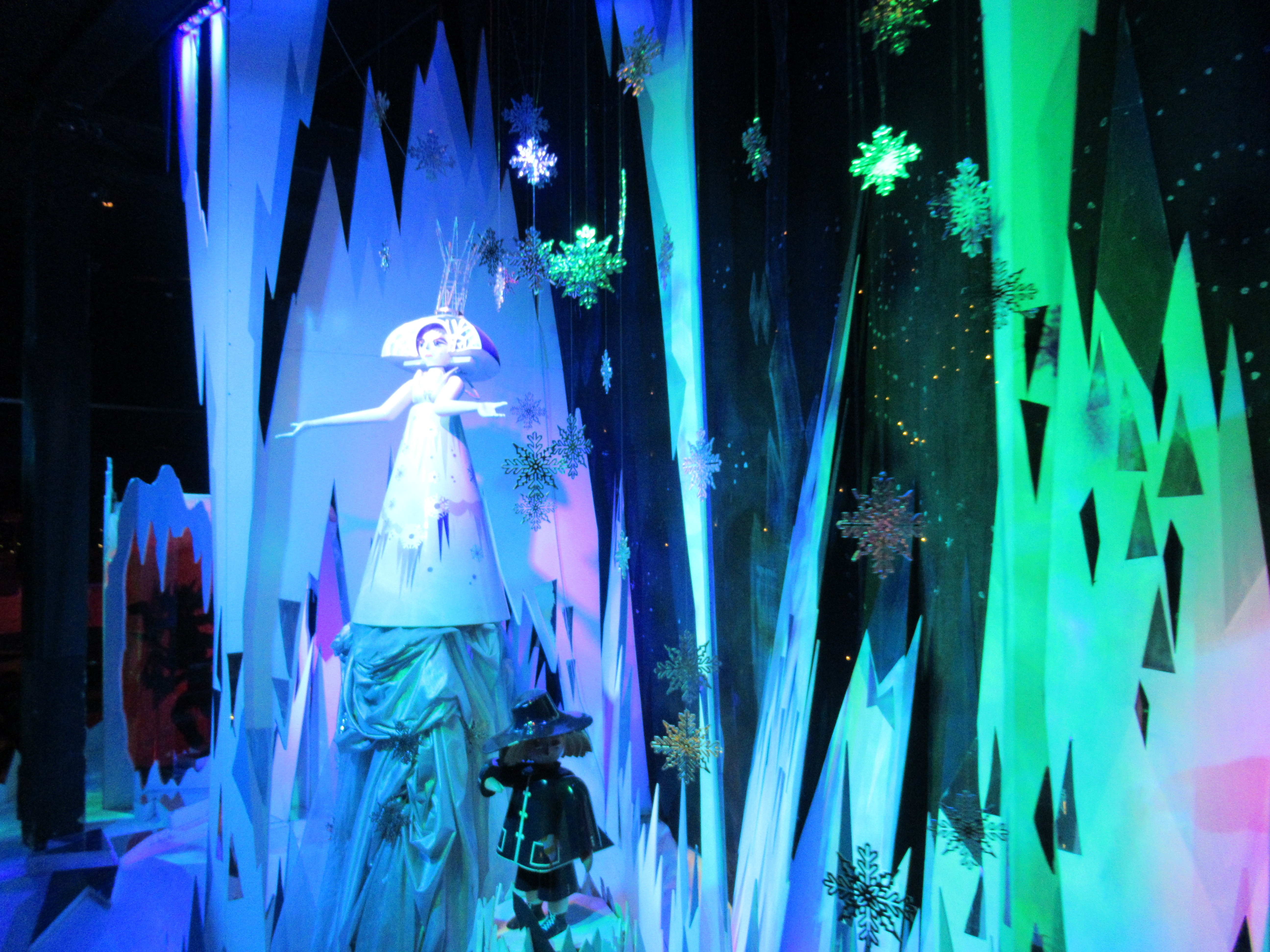